# Radiotelevizija Kosova
Radiotelevizija Kosova – RTK (alb.: Radio Televizioni i Kosovës, srp.: Radiotelevizija Kosova) je nacionalna medijska kuća na Kosovu, osnovana 1999. godine. 26% dnevnog programa televizija emitira se na srpskom, te na manjinskim jezicima: turskom, bošnjačkom i romskom.

## Vanjske poveznice
- Službena stranica Radiotelevizije Kosova